# Olympische Winterspiele 2022/Skispringen – Mannschaftsspringen Großschanze (Männer)
Das Mannschaftsspringen der Männer von der Großschanze bei den Olympischen Winterspielen 2022 fand am 14. Februar statt. Austragungsort war das Snow Ruyi National Ski Jumping Centre.

## Datum
14. Februar 2022, 19:00 Uhr (Ortszeit), 12:00 Uhr (MEZ)

## Ergebnisse
| Platz | #                      | Land / Sportler                                                                   | 1. Durchgang            | 1. Durchgang                  | 1. Durchgang | 2. Durchgang            | 2. Durchgang                  | 2. Durchgang  | Gesamt- punkte                |
| Platz | #                      | Land / Sportler                                                                   | Weite (m)               | Punkte                        | Rang         | Weite (m)               | Punkte                        | Rang          | Gesamt- punkte                |
| ----- | ---------------------- | --------------------------------------------------------------------------------- | ----------------------- | ----------------------------- | ------------ | ----------------------- | ----------------------------- | ------------- | ----------------------------- |
| 01    | 10 10–1 10–2 10–3 10–4 | Österreich Stefan Kraft Daniel Huber Jan Hörl Manuel Fettner                      | 127,5 130,5 133,0 128,0 | 458,4 111,6 116,1 120,2 110,5 | 02           | 121,5 129,0 137,5 128,0 | 484,3 119,7 115,1 130,5 119,0 | 1             | 942,7 231,3 231,2 250,7 229,5 |
| 02    | 08 08–1 08–2 08–3 08–4 | Slowenien Lovro Kos Cene Prevc Timi Zajc Peter Prevc                              | 134,0 132,0 124,0 129,0 | 467,4 126,7 119,3 110,6 110,8 | 01           | 120,0 132,0 126,0 127,0 | 467,0 107,7 126,3 117,0 116,0 | 3             | 934,4 234,4 245,6 227,6 226,8 |
| 03    | 11 11–1 11–2 11–3 11–4 | Deutschland Constantin Schmid Stephan Leyhe Markus Eisenbichler Karl Geiger       | 126,5 127,5 136,0 121,0 | 446,5 112,7 108,7 119,4 105,7 | 04           | 122,0 129,0 139,5 128,0 | 476,4 106,6 113,3 137,5 119,0 | 2             | 922,9 219,3 222,0 256,9 224,7 |
| 04    | 09 09–1 09–2 09–3 09–4 | Norwegen Halvor Egner Granerud Daniel-André Tande Robert Johansson Marius Lindvik | 138,0 130,5 125,5 121,0 | 456,5 128,3 118,2 109,7 100,3 | 03           | 118,5 124,0 136,5 126,5 | 465,6 108,5 113,7 127,8 115,6 | 4             | 922,1 236,8 231,9 237,5 215,9 |
| 05    | 07 07–1 07–2 07–3 07–4 | Japan Yukiya Satō Naoki Nakamura Junshirō Kobayashi Ryōyū Kobayashi               | 126,0 124,5 128,5 134,0 | 438,5 110,8 96,6 105,1 126,0  | 05           | 124,0 122,0 120,0 132,5 | 444,3 114,9 97,8 99,0 132,6   | 6             | 882,8 225,7 194,4 204,1 258,6 |
| 06    | 06 06–1 06–2 06–3 06–4 | Polen Piotr Żyła Paweł Wąsek Dawid Kubacki Kamil Stoch                            | 118,0 131,5 122,0 137,0 | 434,5 96,4 116,1 95,5 126,5   | 06           | 125,5 120,0 126,0 127,5 | 445,6 119,5 97,2 107,5 121,4  | 5             | 880,1 215,9 213,3 203,0 247,9 |
| 07    | 04 04–1 04–2 04–3 04–4 | ROC Danil Sadrejew Roman Trofimow Michail Nasarow Jewgeni Klimow                  | 128,5 127,0 120,0 118,0 | 410,6 115,4 103,1 92,8 99,3   | 07           | 119,0 119,5 117,0 121,0 | 395,9 100,4 99,7 89,3 106,5   | 8             | 806,5 215,8 202,8 182,1 205,8 |
| 08    | 05 05–1 05–2 05–3 05–4 | Schweiz Dominik Peter Gregor Deschwanden Simon Ammann Killian Peier               | 112,0 122,0 116,0 118,5 | 367,0 87,7 103,6 87,5 88,2    | 08           | 119,0 123,5 121,5 124,0 | 424,5 103,4 110,6 104,9 105,6 | 7             | 791,5 191,1 214,2 192,4 193,8 |
| 09    | 03 03–1 03–2 03–3 03–4 | Tschechien Viktor Polášek Čestmír Kožíšek Filip Sakala Roman Koudelka             | 108,0 109,0 101,0 107,5 | 279,5 76,8 70,9 55,4 76,4     | 09           | ausgeschieden           | ausgeschieden                 | ausgeschieden | ausgeschieden                 |
| 10    | 02 02–1 02–2 02–3 02–4 | Vereinigte Staaten Decker Dean Patrick Gasienica Kevin Bickner Casey Larson       | 92,5 105,5 103,0 106,0  | 261,0 69,3 59,7 63,5 68,5     | 10           | ausgeschieden           | ausgeschieden                 | ausgeschieden | ausgeschieden                 |
| 11    | 01 01–1 01–2 01–3 01–4 | Volksrepublik China Zhen Weijie Lyu Yixin Song Qiwu Zhou Xiaoyang                 | 84,0 90,0 86,0          | 115,0 13,5 35,3 31,7 34,5     | 11           | ausgeschieden           | ausgeschieden                 | ausgeschieden | ausgeschieden                 |